# Yassine Chikhaoui
Yassine Chikhaoui (arab. ياسين الشيخاوي, ur. 22 września 1986 w Radis) – tunezyjski piłkarz grający na pozycji napastnika. Występuje obecnie w klubie Étoile Sportive du Sahel, którego jest kapitanem.

## Kariera klubowa
Ghazal piłkarską karierę rozpoczął w klubie Étoile Sportive du Sahel. W 2004 roku zadebiutował w jego barwach w pierwszej lidze tunezyjskiej. W 2005 roku doszedł do finału Ligi Mistrzów (porażka w finale z Al-Ahly Kair). W 2005 roku zdobył też Puchar Ligi Tunezyjskiej, a w 2006 – Puchar Konfederacji CAF. Największe sukcesy osiągnął w 2007 roku, gdy Étoile Sportive wygrał Ligę Mistrzów (tym razem zwycięstwo z Al-Ahly) i wywalczył swoje pierwsze mistrzostwo kraju w karierze. Wystąpił też w Klubowym Pucharze Świata.
Latem 2007 roku za 1,3 miliona euro Chikhaoui przeszedł do szwajcarskiego FC Zürich. W Swiss Super League zadebiutował 22 lipca w przegranym 0:1 wyjazdowym meczu z FC Basel. Tydzień później w meczu z FC Luzern (4:1) zdobył swojego pierwszego gola w lidze.

## Kariera reprezentacyjna
W reprezentacji Tunezji Traoui zadebiutował w 2 czerwca 2006 roku w zremisowanym 0:0 meczu z Urugwajem. W tym samym roku wystąpił w jednym spotkaniu Mistrzostw Świata w Niemczech, zremisowanym 2:2 z Arabią Saudyjską. W 2008 roku został powołany przez Rogera Lemerre do kadry na Puchar Narodów Afryki 2008.